# Коссович, Игнатий Андреевич
Игна́тий Андре́евич Коссо́вич (1808—1878) — русский филолог-классик польского происхождения; профессор Варшавского университета. Автор, совместно с братом Каэтаном Андреевичем Коссовичем, двухтомного «Греческо-русского словаря», удостоенного Демидовской премии (1848).

## Биография
Сын священника Витебской губернии; учился в главной духовной семинарии при Виленском университете, по окончании которой, 22 ноября 1830 года был возведён в степень магистра богословия; с конца 1830 года по 22 ноября 1832 год был прикомандирован для усовершенствования в латинском и греческом языках к Петербургскому университету; 3 марта 1833 года назначен профессором греческого языка и церковного красноречия в белорусскую греко-униатскую семинарию, а 15 января 1835 года — преподавателем в Кромскую гимназию. Затем преподавал в Смоленской и 1-й Московской гимназиях; с сентября 1849 года был инспектором сначала в Рязанской, потом во Владимирской гимназии. Пробыв в отставке с 5 сентября 1860 года по 17 апреля 1862 года, назначен преподавателем в Петербургскую 6-ю гимназию, где числился только до 7 сентября 1862 года; затем преподавал в Ларинской гимназии.
В 1870 году был назначен штатным доцентом греческой словесности в Варшавский университет, где после защиты в Киевском университете диссертации на степень доктора римской словесности  был утверждён в 1872 году экстраординарным профессором, а в 1873 году — ординарным.

Умер в 1878 году, 15 октября (или сентября).

### Семья
Дети:
- Смарагд Игнатьевич Коссович (1835—1898)[1]
- Лев Игнатьевич Коссович  (1848—?) — генерал-лейтенант, начальник Киевского военного училища.